# 五行 (イスラム教)
五行（ごぎょう、アラビア語: أركان الإسلام）とは、ムスリム（イスラム教徒）に義務として課せられた5つの行為であり、六信とともにイスラームの根幹を成す重要な定めである。

## 一覧
具体的には次の5つを指す。
信仰告白（シャハーダ）「アッラーの他に神は無い。ムハンマドは神の使徒である。」と証言すること。
礼拝（サラート）一日五回、キブラに向かって神に祈ること。
喜捨（ザカート）収入の一部を困窮者に施すこと。
断食（サウム）ラマダーン月の日中、飲食や性行為を慎むこと。
巡礼（ハッジ）経済的・肉体的に可能であれば、ヒジュラ暦第十二月であるズー・ル＝ヒッジャ（巡礼月）の8日から10日の時期を中心に、メッカのカアバ神殿に巡礼すること。
5つともクルアーン中で度々取り上げられているが、5つを一箇所でまとめて述べている章句は無い。ハディースでは「真正集」などで述べられている。
なおシーア派では十行（①礼拝、②喜捨、③断食、④巡礼、⑤五分の一税、⑥ジハード、⑦善行、⑧悪行の阻止、⑨預言者とその家族への愛、⑩預言者とその家族の敵との絶縁）となる(太字の箇所は上記の五行と共通)。